# Alis Boçi
Alis Baci (sinh 8 tháng 2 năm 1991) là một cầu thủ bóng đá Albania thi đấu ở vị trí hậu vệ cho KS Kastrioti ở Giải bóng đá hạng nhất quốc gia Albania.

## Sự nghiệp
Anh từng thi đấu cho Vllaznia Shkodër. Anh ký bản hợp đồng vĩnh viễn có thời hạn 1 năm cùng với Luftetari Gjirokaster ngày 19 tháng 6 năm 2012.